# Tmarus bisectus
Tmarus bisectus är en spindelart som beskrevs av Salvador de Toledo Piza Júnior 1944. Tmarus bisectus ingår i släktet Tmarus och familjen krabbspindlar. Inga underarter finns listade i Catalogue of Life.